# 昂格兰河畔昂格勒
昂格蘭河畔昂格勒（法語：Angles-sur-l'Anglin，法語發音：[ɑ̃ɡl syʁ lɑ̃ɡlɛ̃]）是法国新阿基坦大区维埃纳省的一个市镇，属于蒙莫里永区。

## 地理
昂格兰河畔昂格勒（46°41'43"N, 0°53'5"E）面积14.75 平方千米，位于法国新阿基坦大区维埃纳省，该省份为法国中西部省份，北起曼恩-卢瓦尔省和安德尔-卢瓦尔省，西接德塞夫勒省，南至夏朗德省，东南接上维埃纳省，东临安德尔省。
与昂格兰河畔昂格勒接壤的市镇（或旧市镇、城区）包括：吕赖、克勒兹河畔内翁、圣皮埃尔德马耶、加尔唐普河畔维克。

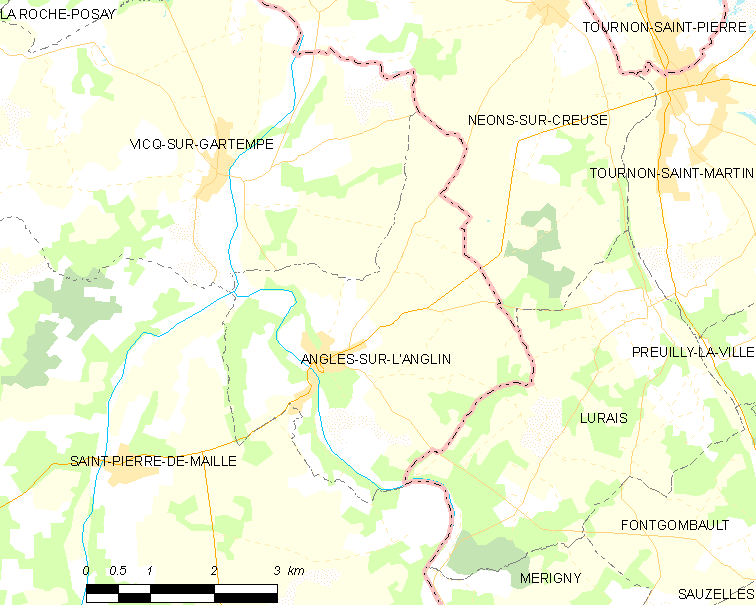
昂格兰河畔昂格勒的OSM定位图

昂格兰河畔昂格勒的时区为UTC+01:00、UTC+02:00（夏令时）。

## 行政
昂格兰河畔昂格勒的邮政编码为86260，INSEE市镇编码为86004。

## 政治
昂格兰河畔昂格勒所属的省级选区为蒙莫里永县。

## 人口

1962-2008年间昂格兰河畔昂格勒人口变化图示

昂格兰河畔昂格勒于2022年1月1日时的人口数量为362人。